# Qi (energia życiowa)

Symbol taiji.
Obrazuje jednocześnie fundamentalną jedność i wieczną zmienność przeciwieństw

Qi (chiń. upr. 气; chiń. trad. 氣; wymowaⓘ; w wymowie japońskiej i koreańskiej „ki”) – hipotetyczna energia życiowa w filozofii chińskiej, której manifestacją miałyby być zjawiska i procesy natury. W szczególności energia owa miałaby być silnie związana z siłami życiowymi natury i człowieka.

## Naturaqi
Chiński ideogram qi składa się ze znaku reprezentującego gotowany ryż oraz znak oznaczającego parę wodną, co wskazuje na podwójną, materialną i niematerialną, naturę qi. Dosłownie pojęcie to oznacza więc „gaz” lub „eter”, ale także „oddech”. W filozofii chińskiej termin ten używany jest na określenie jednocześnie „życiowego tchnienia” i „kosmicznej energii”. Jest to więc chińska odmiana idei fundamentalnej jedności człowieka i wszechświata.
„Qi” oznacza także „intencje”, „emocje”, co obrazuje potoczny zwrot „shengqi” – „złościć się", który oznacza dosł. „rodzić”, albo „wydawać na świat qi”, bowiem zagniewany człowiek nierzadko charakterystycznie dyszy.

### Aspekt kosmiczny
W ujęciu kosmicznym, qi jest fundamentalną esencją przedmiotów materialnych. Qi przenika cały Wszechświat, stanowiąc podstawę, z której tworzy się materia. Jako że w filozofii chińskiej kluczowym atrybutem natury jest zmienność, czy też przemiana, pustka cyklicznie zamienia się w formę, a forma w pustkę. Idea ta jest zobrazowana w symbolu 太極圖 (Taiji tu) oznaczającym przemiany yin i yang. Jak pisze neokonfucjanista Zhang Zai:
Kiedy qi gęstnieje, staje się widoczna, wtedy pojawiają się kształty pojedynczych rzeczy. Gdy rozprasza się, przestaje być widoczna, jej kształty znikają. Czy kiedy jest zagęszczona można powiedzieć coś innego niż to, że jest przemijająca? A czy kiedy jest rozproszona można pochopnie stwierdzić, że wtedy nie istnieje?
Jednak w filozofii chińskiej natura qi była przedmiotem nieustających dociekań i debat. 

### Aspekt jednostkowy
Ta sekcja opisuje teorie, metody lub czynności niezgodne ze współczesną wiedzą medyczną.
Według tradycyjnej chińskiej medycyny, ciało ludzkie posiada wyznaczone szlaki (meridiany), którymi krąży w nim qi. Harmonijny, stały i łagodny przepływ qi przez meridiany oznacza zdrowie - rozumiane w medycynie chińskiej szeroko: jako zdrowe ciało, jasność umysłu, bogactwo i powodzenie. Natomiast symptomy choroby pojawiają się wtedy, gdy przepływ energii ustaje (co nie znaczy, że ubywa qi, a jedynie, że nie uczestniczy ono w obiegu) lub jest zaburzony.
Medycyna chińska zna wiele sposobów na przywrócenie harmonijnego przepływu qi: zioła, specjalne diety, serie ćwiczeń qigong, usuwające blokady meridianów masaże, czy w końcu korygująca przepływ qi akupunktura.
Ze względu na założenie nierozerwalnej więzi człowieka z Wszechświatem filozofia chińska przyjmuje, że qi otoczenia jest jednym z czynników kształtujących zdrowie człowieka. Próbą zrozumienia tego wpływu i kształtowania go tak, by był korzystny jest feng shui – sztuka aranżacji przestrzeni tak, by z jednej strony zneutralizować niekorzystne wpływy otaczających człowieka form, a z drugiej – by „zaprosić” do tego otoczenia harmonijną qi.
Również tradycyjne sztuki walki, takie jak: taijiquan, qigong, kung-fu czy aikido i hapkido dużo uwagi poświęcają kultywowaniu harmonii qi. W systemach tych panuje przekonanie, że właściwą biegłość techniczną i sprawność duchową uzyskuje się właśnie poprzez opanowanie przepływu qi w organizmie ćwiczącego, zaś za tym idzie zdrowie oraz biegłość w walce.

### Energia życiowa w ujęciu homeopatycznym
Ta sekcja opisuje teorie, metody lub czynności niezgodne ze współczesną wiedzą medyczną.
Energia życiowa posiada według XIX-wiecznego amerykańskiego homeopaty J.T. Kenta następujące cechy charakterystyczne:
- jest obecna we wszystkich żywych istotach i pierwiastkach chemicznych
- sprawia, że organizm żyje
- utrzymuje materię w całości i harmonii
- reaguje na zmiany wewnętrzne i zewnętrzne, dążąc do utrzymania wewnętrznej homeostazy oraz homeostazy z otoczeniem zewnętrznym
- koordynuje żywy organizm na poziomie psychosomatycznym
- może zamieniać materię w energię i energię w materię
- może działać porządkująco (zdrowie) lub chaotycznie (choroba)
- jest inteligentna, tzn. w inteligentny sposób reaguje na zmiany, mając na celu przywrócenie i utrzymanie dynamicznego stanu równowagi pomiędzy układem nerwowym, układ hormonalnym i układem immunologicznym, aby przystosować organizm (umysł i ciało) do nieustannych zmian zachodzących w środowisku wewnętrznym i zewnętrznym